# 2018年のバスケットボール
< 2018年 | 2018年のスポーツ
2018年のバスケットボールでは、2018年のバスケットボール関連の出来事をまとめる。
2017年のバスケットボール - 2018年のバスケットボール - 2019年のバスケットボール

## できごと

### 1月
- 7日 - 第93回天皇杯・第84回皇后杯 全日本バスケットボール選手権大会決勝で男子は千葉ジェッツふなばしがシーホース三河に89-75で2年連続２回目の優勝[1]。　女子はJX-ENEOSがデンソーアイリスに84-62で勝ち5年連続22回目の優勝[2]。

### 4月
- 26日 - アメリカ出身で川崎ブレイブサンダース所属のニック・ファジーカスが日本国籍を取得[3]。

### 8月
- 19日 - 日本オリンピック委員会は、2018年アジア競技大会に出場した男子代表チームの4選手が、16日の試合後に日本選手団の公式ウェアのまま歓楽街に赴き買春行為を行った疑いから、19日付で日本代表選手認定の取消処分とし、20日早朝に帰国させた[4]。日本バスケットボール協会は29日に臨時理事会を開催、4選手を1年間の公式試合出場権剥奪処分とした[5]。
- 30日 - 京都府警は、飲食店で女性の財布から現金を抜き取り盗んだとして、京都ハンナリーズの坂東拓を窃盗容疑で逮捕した[6]。

### 10月
- 27日 - NBA・メンフィス・グリズリーズの渡邊雄太がフェニックス・サンズ戦で公式戦初出場、日本人としては田臥勇太（当時フェニックス・サンズ所属）以来14年ぶり2人目の快挙[7]。

## 大会

### 日本
- 第93回天皇杯・第84回皇后杯全日本選手権（1月7日・さいたまスーパーアリーナ）
  - 男子
    - 決勝：千葉ジェッツ 89 - 75 シーホース三河
      - 千葉ジェッツは2年連続2回目の優勝。

  - 女子
    - 決勝：JX-ENEOSサンフラワーズ 84 - 62 デンソーアイリス
      - JX-ENEOSは5年連続22回目の優勝（共同石油、ジャパンエナジー、JOMO時代を含む）。

### 日本以外
- 2018年のNBAファイナル（英語版）
  - ゴールデンステート・ウォリアーズ 4 - 0 クリーブランド・キャバリアーズ
    - ゴールデンステート・ウォリアーズは2年連続5回目の優勝

- 2018年のWNBAファイナル（英語版）
  - シアトル・ストーム 3 - 0 ワシントン・ミスティクス
    - シアトル・ストームは8年ぶり3回目の優勝

### 国際大会
- 2018年FIBA女子バスケットボール・ワールドカップ
  - 決勝：アメリカ 73 - 56 オーストラリア
    - アメリカは3大会連続10回目の優勝